# 弁天島 (根室市)

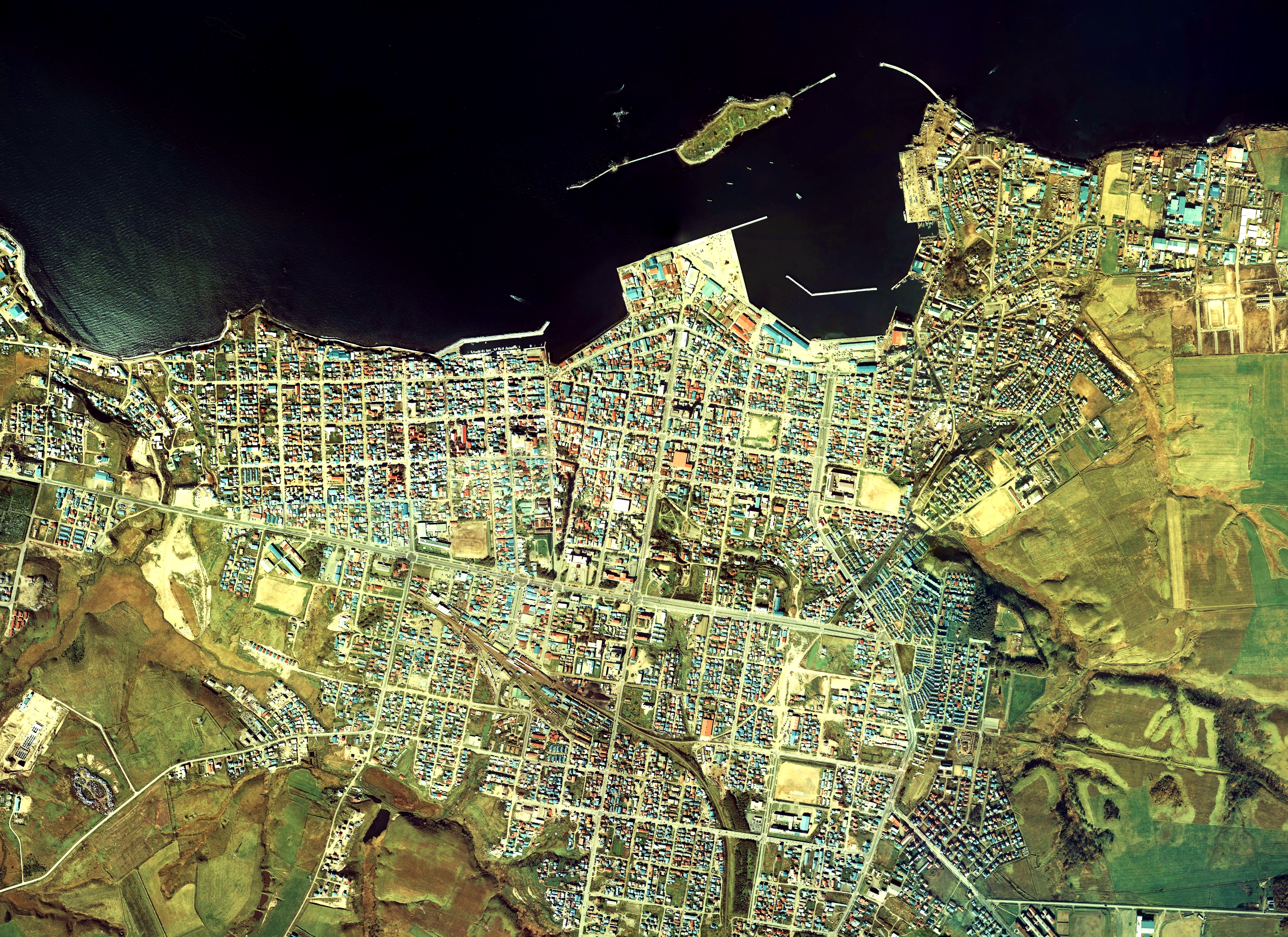
画像上端の細長い島が弁天島。この画像は上方が北西方角である。1978年撮影の9枚を合成作成。
。

弁天島（べんてんじま）は、北海道根室港（根室市）にある無人島。
アイヌ語では「大きな島」を意味する「ホロモシリ」と呼ばれており、江戸時代の和人は「大黒島」と呼んだ。高田屋嘉兵衛が島に弁財社を建てたことから、のちに弁天島と呼ばれるようになった。
島全域がオホーツク文化の重要な遺跡となっているほか、現存しないものの、1872年（明治5年）にこの島に建てられた灯台は北海道では最古のものだった。

## 地形
根室市琴平町から約600メートル西の沖合、根室港からは北西約200m沖にある。面積0.05km2、周囲1.2km。
島から北防波堤、西防波堤が建設されており、この両防波堤と共に島自体が根室港の防波堤の役割を果たしている。

## 歴史

### 弁天島貝塚
1878年（明治11年）、お雇い外国人だった考古学者ジョン・ミルンが弁天島で貝塚を発見した。これはモヨロ貝塚（網走市）などと同様にオホーツク文化に属するもので、島全体が貝塚となっていて、竪穴建物や大量の動物の骨を伴うものだった。この遺跡はオホーツク文化を研究する上では重要なものだったが、その重要性は日本国内よりももっぱら海外で認識されるにとどまった。
貝塚の発掘はその後も続けられたが、日本人による本格的な調査は1962年（昭和37年）に東京教育大学（筑波大学の前身）により実施された。この調査では竪穴建物から、ヒグマ、エゾシカ、アザラシ、クジラと推定される骨や、石器も出土した。これらはオホーツク人が海獣や獣を狩猟していたことを示すものと考えられている。

### ラクスマンの根室訪問
1782年（天明2年）に、伊勢の廻船屋大黒屋光太夫（1751年 - 1828年）が白子港（三重県鈴鹿市）江戸を目指して出航したが、遭難してアリューシャン列島まで流された。彼らはロシアのアダム・ラクスマンらに救助され、当時のロシア帝国の首都ペテルブルクまで赴き、女帝エカチェリーナ2世に謁見した。その後、ラクスマンは遣日使節として、大黒屋光太夫らを伴って再び日本へ向かった。ラクスマンらは1792年（寛政4年）10月20日に根室港へ到着した。
ラクスマン一行は弁天島に船を停泊させ、総勢42名で根室に上陸、そこで8ヶ月を過ごした。冬の間は結氷した湾内でスケートをしており、これは日本における最古のアイススケートだとされている。

### 弁財天と市杵島神社
廻船業者高田屋嘉兵衛（1769年 - 1827年）は、択捉島への航路を拓いて成功した。文化年間（1804年 - 1813年）に、高田屋嘉兵衛はこの島に弁財天を祭祀した。これがのちに「弁天島」の名前の由来とされている。しかしこの社は1843年（天保14年）に山田文右衛門が起こした失火が原因で焼失した。
再建されたのは22年後の1865年（元治2年）のことで、藤野喜兵衛が費用を負担した。明治時代に入ると地元の住民が費用を負担して春と秋の例祭を奉斎するようになり、1882年（明治15年）には村社として認められた。現在の社殿は1958年（昭和33年）建築のコンクリート製のものだが、天保6年（1835年）製の石鳥居が現存し、社宝となっている。
この弁天社はのちに市杵島神社となり、例年9月15日を祭礼日と定めて神事が営まれている。弁天島は北海道埋藏文化指定地域となっており、ふだんは上陸できないが、この祭りのときだけは根室港から渡し船が出て、上陸ができるようになる。

### 松浦武四郎の証言
江戸時代末期に北海道を探検した松浦武四郎は、「知床日誌」のなかでこの島について記録している。その報告によると、この島はアイヌ人たちによって「ホロモシリ（「大きな島」の意）」と呼ばれていた。松浦は「ホロモシリ」は「海上五丁周九丁」（海上約550メートルにあり、周囲は約980メートル）だと報告している。
松浦武四郎によれば島には弁天社があり、当時の和人はこの島を「大黒島」と呼んでいたという。

### 北海道最古の灯台建設
根室港のある根室湾や、周辺海域の野付水道や根室海峡などは暗礁が多く、航海の難所だった。明治3年に日本とイギリス海軍が協力してこの海域の測量を行い、航海の道しるべとして根室、弁天島、花咲の3箇所に灯台を建設することになった。初めは木標だったが、明治5年から燈火が灯されるようになった。これは北海道最古の灯台である。
建設費は北海道開拓使の松本十郎が私費で賄った。灯台は後に改築されたが、1945年（昭和20年）の北海道空襲で滅失した。

### リンドバーグの来訪
1931年（昭和6年）に大西洋横断飛行で有名になったチャールズ・リンドバーグが、アメリカから北太平洋を横断して訪日した。このときリンドバーグはアラスカからカムチャツカ半島、千島列島に沿って日本へ向かい、国後島に停泊した後、8月24日に根室上空に到達、根室半島北岸の紅煙岬の沖合から弁天島の北を通り、根室港に着水した。

## 所在地
- 住所：北海道根室市弁天島
- 郵便番号：〒087-0000[7]
- 緯度経度：北緯43度20分25秒、東経145度34分50秒